# Генрі Від Фаулер
Генрі Від Фаулер (англ. Henry Weed Fowler; 23 березня 1878, Філадельфія, Пенсільванія — 21 червня 1965) — американський зоолог.

## Біографія
Народився 23 березня 1878 року в Філадельфії, штат Пенсільванія.
Навчався в Стенфордському університеті під керівництвом Девіда Старра Джордана. На початку XX століття він вступив до Академії природничих наук у Філадельфії, де працював на посаді асистента з 1903 по 1922 роки. З 1922 по 1934 рік курирував секцію хребетних тварин, з 1934 по 1940 рік був куратором відділення риб і рептилій, а з 1940 року і до своєї смерті — куратором відділення риб.
У 1927 році він був одним із засновників Американського товариства іхтіологів і герпетологів (англ. American Society of Ichthyologists and Herpetologists), де працював на посаді казначея і касира до кінця 1927 року.
У 1936–1937 роках брав участь в експедиції до Болівії.
У своїй роботі він описував різні предмети і тварин, у тому числі ракоподібних, птахів, рептилій і амфібій. Але основний акцент робив на рибах.
Помер 21 червня 1965 року на 88 році життя.

## Публікації
- Further Knowledge of some heterognathus fishes, Proc. Acad. Nat. Sci, Philadelphia, 1906
- Fishes from the Madeira River, Brazil Proc. Acad. Nat. Sci, Philadelphia, 1913
- Fishes from Nicaragua, Proc. Acad. Nat. Sci, Philadelphia, 1923
- Some New taxonomic names of fishlike vertebrates, Not. Nat. Philadelphia, 1958